# Eshpuilho
Eshpuilho är en ort i Mexiko.   Den ligger i kommunen Huixtán och delstaten Chiapas, i den sydöstra delen av landet, 800 km öster om huvudstaden Mexico City. Eshpuilho ligger 2 212 meter över havet och antalet invånare är 795.
Terrängen runt Eshpuilho är huvudsakligen kuperad, men åt nordväst är den platt. Terrängen runt Eshpuilho sluttar österut. Runt Eshpuilho är det ganska tätbefolkat, med 90 invånare per kvadratkilometer. Närmaste större samhälle är San Cristóbal de las Casas, 17,9 km väster om Eshpuilho. I omgivningarna runt Eshpuilho växer huvudsakligen savannskog.